# Xue Ming
Xue Ming, född 23 februari 1987 i Peking, är en kinesisk volleybollspelare. Hon blev olympisk bronsmedaljör i volleyboll vid sommarspelen 2008 i Peking.